# 第42回全国高等学校ラグビーフットボール大会
第42回全国高等学校ラグビーフットボール大会（だい42かいぜんこくこうとうがっこうラグビーフットボールたいかい）は、1963年（昭和38年）1月1日から9日まで近鉄花園ラグビー場で行われた全国高等学校ラグビーフットボール大会である。優勝校は、奈良県の天理高校（2回目の優勝)。

## 概要
- 今大会から花園ラグビー場で開催されている。

## 日程
- 1月1日 1回戦
- 1月3日 2回戦
- 1月5日 準々決勝
- 1月7日 準決勝
- 1月9日 決勝

## 出場校
- 北北海道 北見北斗 （9年連続13回目）
- 南北海道 北海 （4年連続7回目）
- 東奥羽 盛岡工（岩手県）  （13年連続13回目）
- 西奥羽 秋田市立（秋田県） （2年連続4回目）
- 南東北 佐沼（宮城県） （初出場）
- 東関東 水戸農（茨城県） （2年ぶり7回目）
- 北関東 熊谷商工（埼玉県） （4年ぶり2回目）
- 南関東 千葉工（千葉県） （2年連続3回目）
- 東京都 京王  （3年連続4回目）
- 東京都 日大鶴丘 （初出場）
- 神奈川 慶應 （11年連続21回目）
- 北陸 富山工（富山県） （2年ぶり3回目）
- 東中部 沼津工（静岡県）（初出場）
- 愛知 西陵商 （2年ぶり6回目）
- 三岐 松阪商（三重県） （2年連続5回目）
- 京滋 同志社（京都府） （12年ぶり21回目）

- 大阪府 興國商 （4年連続4回目）
- 大阪府 天王寺 （4年ぶり17回目）
- 兵庫 兵庫 （4年ぶり13回目）
- 奈良 天理 （8年連続20回目）
- 和歌山 熊野 （初出場）
- 東中国 関西（岡山県） （6年ぶり3回目）
- 西中国 山口農（山口県）  （2年連続2回目）
- 北四国 新田（愛媛県） （6年連続7回目）
- 南四国 美馬商工（徳島県）（初出場）
- 福岡県 福岡 （2年ぶり24回目）
- 福岡県 福岡工 （3年連続7回目）
- 西九州 長崎工（長崎県） （3年連続5回目）
- 熊本 熊本工 （12年連続13回目）
- 大分 大分舞鶴  （5年連続6回目）
- 南九州 富島（宮崎県） （初出場）
- 前年度優勝校:保善 （10年連続14回目）

## 試合時間
全試合25分ハーフ。同点の場合は抽選にて次回進出校を決める。

## 試合

### 1回戦
- 保善 39 - 0 山口農
- 福岡工 12 - 3 京王
- 兵庫 13 - 5 富山工
- 興国商 11 - 3 熊谷商工
- 北海 24 - 3 熊野
- 天王寺 12 - 0 日大鶴丘
- 福岡 26 - 0 沼津工
- 天理 13 - 5 秋田市立

- 同志社 13 - 3 水戸農
- 盛岡工 6 - 3 熊本工
- 慶應 13 - 6 長崎工
- 新田 10 - 6 千葉工
- 関西 12 - 3 松阪商
- 佐沼 10 - 3 富島
- 西陵商 21 - 0 美馬商工
- 北見北斗 34 - 0 大分舞鶴

### 2回戦
- 福岡工 6 - 6 保善（抽選で福岡工が勝ち抜け）
- 興国商 11 - 6 兵庫
- 天王寺 11 - 0 北海
- 天理 32 - 3 福岡

- 盛岡工 21 - 0 同志社
- 慶應 12 - 0 新田
- 関西 13 - 0 佐沼
- 北見北斗 14 - 9 西陵商

### 準々決勝
- 興国商 6 - 0 保善
- 天理 20 - 0 天王寺

- 慶應 8 - 5 盛岡工
- 北見北斗 20 - 5 関西

### 準決勝
- 天理 24 - 0 興国商
- 北見北斗 3 - 3 慶應（抽選で北見北斗が勝ち抜け）

### 決勝
天理が24大会ぶり2回目の優勝を果たした。
- 天理 8 - 3 北見北斗